# Dinko Petrov
Dinko Petrov (Stara Zagora, Bulgaria, 10 de marzo de 1935) es un deportista búlgaro retirado especialista en lucha grecorromana donde llegó a ser medallista de bronce olímpico en Roma 1960.

## Carrera deportiva
En los Juegos Olímpicos de 1960 celebrados en Roma ganó la medalla de bronce en lucha grecorromana estilo peso gallo, tras el luchador soviético Oleg Karavayev (oro) y el rumano Ion Cernea (plata).